# ألبرت بي. بارني
ألبرت بي. بارني (بالإنجليزية: Albert B. Barney)‏ هو شخصية أعمال ومحامي وسياسي أمريكي، ولد في 2 يونيو 1835، وتوفي في 1910. حزبياً، نشط في الحزب الديمقراطي. وقد انتخب عضو جمعية ولاية ويسكونسن.